# لئونارد کورن
لئونارد کورن (انگلیسی: Leonard Koren؛ زادهٔ ۱ ژانویهٔ ۱۹۴۸) هنرمند، متخصص زیباشناسی، و روزنامه‌نگار اهل ایالات متحده آمریکا است.

## زندگی و کار
لئونارد کورن در سال ۱۹۴۸ در شهر نیویورک متولد شد و در لس آنجلس بزرگ شد. در سال ۱۹۶۹، او یک گروه نقاشی دیواری را با همکاری گروه هنرهای زیبا در لس آنجلس تأسیس کرد. وی در UCLA حضور یافت و در سال ۱۹۷۲ با مدرک کارشناسی ارشد در رشته معماری و برنامه‌ریزی شهری فارغ‌التحصیل شد. پس از فارغ‌التحصیلی، کورن به عنوان یک هنرمند در لس آنجلس کار کرد، جایی که کار وی در مورد محیط‌های حمام متمرکز بود.
در سال ۱۹۷۶، کورن مجله WET را تأسیس کرد - یک دوره زمانی اختصاص داده شده به استحمام عالی، که در توسعه زیبایی‌شناسی پست مدرن تأثیرگذار بود. در سال ۱۹۸۱، مجله WET انتشار خود را متوقف کرد و کورن به ژاپن نقل مکان کرد، و در آنجا چندین اثر دربارهٔ زیبایی‌شناسی نوشت. از سال ۱۹۸۳ تا ۱۹۸۶ ستونی در مورد انسان‌شناسی فرهنگی برای یک مجله ژاپنی تولید کرد. به‌طور خاص، کورن Wabi-Sabi را برای هنرمندان، طراحان، شاعران و فیلسوفان نوشت، که به آوردن مفهوم ژاپنی Wabi-Sabi به نظریه زیبایی‌شناسی غربی کمک کرد. کورن در حال حاضر در سانفرانسیسکو زندگی می‌کند.